# Quercus oocarpa
Quercus oocarpa är en bokväxtart som beskrevs av Frederik Michael Liebmann. Quercus oocarpa ingår i släktet ekar, och familjen bokväxter. Inga underarter finns listade.